# Championnats du monde de badminton 2014
Navigation
Guangzhou 2013 Jakarta 2015
Les 21e Championnats du monde de badminton se déroulent du 25 août au 31 août 2014, dans la Ballerup Super Arena à Copenhague au Danemark. C'est la 4e fois que cette compétition a lieu dans cette ville.
C'est la plus importante compétition individuelle de la saison.
La Chine remporte 3 titres sur 5 : le simple hommes, le double dames et le double mixte.
Après avoir remporté le double mixte en 2011, Zhang Nan et Zhao Yunlei récidivent lors de cette compétition. Cette dernière remporte également le double dames associée à Tian Qing. Les finales de ces épreuves étaient 100% chinoises, de même que la finale du double hommes était 100% sud-coréenne.
Dans les simples, le malaisien Lee Chong Wei échoue pour la 3e fois de suite en finale du simple hommes après ses défaites en 2011 et 2013 (en 2012, année olympique, les Championnats n'ont pas eu lieu). En simple dames, l'espagnole Carolina Marín remporte le titre, ce qui constitue l'une des plus grandes surprises de l'histoire du badminton : c'est la 1re fois que l'Espagne remporte un titre mondial et aucune européenne n'avait remporté le simple dames depuis 15 ans et l'édition de 1999.

## Tirage au sort
Le tirage au sort a été effectué le 11 août 2014 au Berjaya Times Square à Kuala Lumpur en Malaisie.

## Programme
Toutes les heures sont des heures locales (UTC+2).
| Date         | Heure   | Tour             |
| ------------ | ------- | ---------------- |
| 25 août 2014 | 10 h 00 | 1er tour         |
| 26 août 2014 | 11 h 00 | 1er tour         |
| 26 août 2014 | 11 h 00 | 2e tour          |
| 27 août 2014 | 11 h 00 | 2e tour          |
| 28 août 2014 | 13 h 00 | 8e de finale     |
| 29 août 2014 | 10 h 00 | Quarts de finale |
| 30 août 2014 | 10 h 00 | Demi-finales     |
| 31 août 2014 | 12 h 30 | Finales          |

## Nations participantes
352 joueurs de 43 pays participent à ces championnats. Le nombre entre parenthèses indique le nombre de participants par pays.
- Afrique du Sud (3)
- Allemagne (12)
- Angleterre (12)
- Australie (7)
- Autriche (4)
- Belgique (4)
- Brésil (6)
- Bulgarie (4)
- Canada (8)
- Chine (30)
- Corée du Sud (20)
- Cuba (1)
- Danemark (21)
- Écosse (6)
- Égypte (2)
- Espagne (3)
- Estonie (1)
- États-Unis (6)
- Finlande (2)
- France (2)
- Hong Kong (7)
- Inde (16)
- Indonésie (27)
- Irlande (3)
- Israël (1)
- Italie (1)
- Japon (24)
- Malaisie (20)
- Nigeria (3)
- Nouvelle-Zélande (7)
- Pays-Bas (9)
- Pologne (5)
- Tchéquie (7)
- Russie (14)
- Singapour (7)
- Slovénie (1)
- Sri Lanka (2)
- Suède (4)
- Suisse (2)
- Taipei chinois (15)
- Thaïlande (16)
- Ukraine (5)
- Viêt Nam (2)

## Résultats

### Podiums
Dans le tableau ci-dessous figurent les podiums pour chaque épreuve.
| Épreuve                           | Or                           | Argent                      | Bronze                                      |
| --------------------------------- | ---------------------------- | --------------------------- | ------------------------------------------- |
| Simple hommes résultats détaillés | Chen Long                    | Lee Chong Wei               | Viktor Axelsen                              |
| Simple hommes résultats détaillés | Chen Long                    | Lee Chong Wei               | Tommy Sugiarto                              |
| Simple dames résultats détaillés  | Carolina Marín               | Li Xuerui                   | Minatsu Mitani                              |
| Simple dames résultats détaillés  | Carolina Marín               | Li Xuerui                   | P.V. Sindhu                                 |
| Double hommes résultats détaillés | Ko Sung-hyun Shin Baek-cheol | Lee Yong-dae Yoo Yeon-seong | Kim Ki-jung Kim Sa-rang                     |
| Double hommes résultats détaillés | Ko Sung-hyun Shin Baek-cheol | Lee Yong-dae Yoo Yeon-seong | Mathias Boe Carsten Mogensen                |
| Double dames résultats détaillés  | Tian Qing Zhao Yunlei        | Wang Xiaoli Yu Yang         | Lee So-hee Shin Seung-chan                  |
| Double dames résultats détaillés  | Tian Qing Zhao Yunlei        | Wang Xiaoli Yu Yang         | Reika Kakiiwa Miyuki Maeda                  |
| Double mixte résultats détaillés  | Zhang Nan Zhao Yunlei        | Xu Chen Ma Jin              | Liu Cheng Bao Yixin                         |
| Double mixte résultats détaillés  | Zhang Nan Zhao Yunlei        | Xu Chen Ma Jin              | Joachim Fischer Nielsen Christinna Pedersen |

### Tableau des médailles
| Rang  | Nation       | Or | Argent | Bronze | Total |
| ----- | ------------ | -- | ------ | ------ | ----- |
| 1     | Chine        | 3  | 3      | 1      | 7     |
| 2     | Corée du Sud | 1  | 1      | 2      | 4     |
| 3     | Espagne      | 1  | 0      | 0      | 1     |
| 4     | Malaisie     | 0  | 1      | 0      | 1     |
| 5     | Danemark     | 0  | 0      | 3      | 3     |
| 6     | Japon        | 0  | 0      | 2      | 2     |
| 7     | Inde         | 0  | 0      | 1      | 1     |
| 7     | Indonésie    | 0  | 0      | 1      | 1     |
| Total | Total        | 5  | 5      | 10     | 20    |